# آس بيرغ
آس بيرغ (بالسويدية: Aase Berg)‏ هي كاتِبة سويدية، ولدت في 16 يونيو 1967.

## وصلات خارجية
- آس بيرغ على موقع ميوزك برينز (الإنجليزية)